# جان-ماري روار
جان ماري روار (بالفرنسية: Jean-Marie Rouart) ولد في 8 أبريل 1943 بنويي-سور-سين، وهو كاتب وكاتب مقالة فرنسي. حصل على جائزة رينودو الأدبية عام 1983.
سبق له الفوز بجائزة كومبور شاتوبريان.